# 溝上泰子
溝上 泰子（みぞうえ やすこ、1903年11月11日 - 1990年10月11日）は、日本の教育者、人類生活者。
広島県御調郡市村生まれ。広島県三原女子師範学校、奈良女子高等師範学校、東京文理科大学卒業。
実践女子専門学校教授、東京家庭学園教授、京都女子大学教授を経て、1951年島根大学教育学部教授。1958年に「日本の底辺―山陰農村婦人の生活」を刊行し、「底辺」の生活に光をあてる。1967年に島根大学を退官後は、全国の小学6年生に「生きる・生活する」と題する授業をつづけた。聖カタリナ女子短期大学教授、本州大学教授、上田女子短期大学教授を務めた。

## 著書
- 『日本の底辺－山陰農村婦人の生活－』 未来社 1958
- 『受難島の人々－日本の縮図・沖縄－』 未来社 1959